# Springe
Springe (pronunciación en alemán: /ˈʃpʁɪŋə/ (escucharⓘ)) es una ciudad alemana con cerca de 30 000 habitantes en la Región de Hannover.

## Geografía
La ciudad se encuentra junto al Deisterpforte, un collado situado entre las cordilleras Deister y Kleiner Deister, donde nace el río Haller, que dio nombre a la ciudad durante la Edad Media, Hallerspring. De él proceden las dos fuentes que abastecen de agua a la ciudad, que se encuentran a una altitud de 123,2 m s. n. m.

### Barrios
- Springe (centro), 12 605 hab.
- Bennigsen, 3997 hab.
- Völksen, 3366 hab.
- Eldagsen, 3253hab.
- Gestorf, 1756 hab.
- Altenhagen I, 1223 hab.
- Lüdersen, 991 hab.
- Alvesrode, 508 hab.
- Alferde, 506 hab.
- Holtensen, 428 hab.
- Mittelrode, 305 hab.
- Boitzum, 176 hab.

1 de octubre de 2014

### Comunidades vecinas
Limita, empezando por el norte y en sentido horario, con Barsinghausen, Wennigsen, Ronnenberg, Hemmingen y Pattensen (Región de Hannover), con Nordstemmen y Elze (Distrito de Hildesheim), y con Salzhemmendorf, Coppenbrügge y Bad Münder (Distrito de Hameln-Pyrmont).

## Historia
Se menciona por primera vez en el año 1013 bajo el nombre de Hallerspringe. En una descripción de los límites de la diócesis de Hildesheim, recogida en una copia sin datar, pero que por su forma y contenido debe ser de finales del siglo X, se menciona a la ciudad con el nombre de Helereisprig. Los condes de Hallermund, después de la pérdida del castillo de Hallermund en el Kleiner Deister por la Casa de Welf en 1282, levantaron una casa sólida como una fortificación en el sitio donde se sitúa Springe en la actualidad, y desde ahí administraron su condado. Con su establecimiento y la fortificación del lugar se le concedió a Springe el fuero de la ciudad en el siglo XIII. Durante la Edad Media fue el dominio principal de los condes de Hallermund y de sus sucesores, una rama lateral de los condes de Kevernburg. Después de varios cambios de nombre y expansiones, en 1884 se constituyó el distrito (Kreis) de Springe.
En documentos de inicios del siglo X aparecen los topónimos de los que hoy son barrios de la ciudad, y en el año 1300 ya aparecen todos los pueblos documentados.
El origen y el desarrollo de la ciudad están relacionados con su buena ubicación en el Deisterpforte, en el límite entre zona montañosa y llanura. Además se encuentra a mitad de camino entre dos ciudades de relevancia económica, Hamelín y Hannover. Esta situación tan favorable se desarrolló primero con el «camino Ausbau», hoy en día Bundesstraße 217, y con la finalización en 1872 de la línea de ferrocarril Hannover-Altenbeken.
Al final de la Primera Guerra Mundial, y sobre todo de la Segunda Guerra Mundial, la ciudad se desarrolló de forma continua para convertirse en una ciudad de tamaño medio (en 1933 tenía 3912 habitantes). Hasta la reforma territorial, que entró en vigor el 1 de marzo de 1974, Springe era la capital del Distrito Administrativo de Springe. Después perteneció al Distrito Administrativo de Hannover, que se convirtió en lo que hoy es la Región de Hannover. En el año 2014 residían en el centro de Springe cerca de 13 000 habitantes.

### Incorporaciones municipales
La ciudad actual se originó con la unión de los municipios de Alferde, Altenhagen I, Alvesrode, Bennigsen, Boitzum, Gestorf, Holtensen, Lüdersen, Mittelrode y Völksen, además de con las ciudades de Springe y Eldagsen. Eldagsen perdió su fuero de ciudad en el siglo XIII, y hoy es el tercer barrio más grande de Springe; después de las protestas de sus habitantes recuperó el derecho a llamarse ciudad, y acompañan a su nombre con la fórmula «ciudad de Eldagsen, barrio de la ciudad de Springe».

## Política

### Ayuntamiento
Está compuesto por 36 concejales. El reparto después de las elecciones de 2011, comparado con el de las elecciones de 2006, es:
|      | CDU | SPD | GRÜNE | FDP | LINKE | FWS | Total         |
| 2011 | 13  | 13  | 7     | 1   | 1     | 1   | 36 concejales |
| 2006 | 15  | 16  | 3     | 2   | —     | —   | 36 concejales |

### Juventud
Desde el año 2009 hay un parlamento de jóvenes. Las primeras elecciones se celebraron el 30 de enero de 2009, y la participación fue del 25,76%. Se celebran cada dos años.